# Stormflagga
Stormflagga är en flagga av mindre format än vanligt, vilken används vid stark blåst. Genom den mindre storleken minskas slitaget på flaggduken och skadlig belastning på flaggstången undviks. 